# Daisuke Sakaguchi
Daisuke Sakaguchi (阪口 大助, Sakaguchi Daisuke; Kashiwazaki, 11 de outubro de 1973) é um dublador japonês, afiliado da Aoni Production.